# Distaplia concreta
Distaplia concreta är en sjöpungsart som först beskrevs av William Abbott Herdman 1886.  Distaplia concreta ingår i släktet Distaplia och familjen Holozoidae. Inga underarter finns listade i Catalogue of Life.